# Oracle-Java-Zertifikate

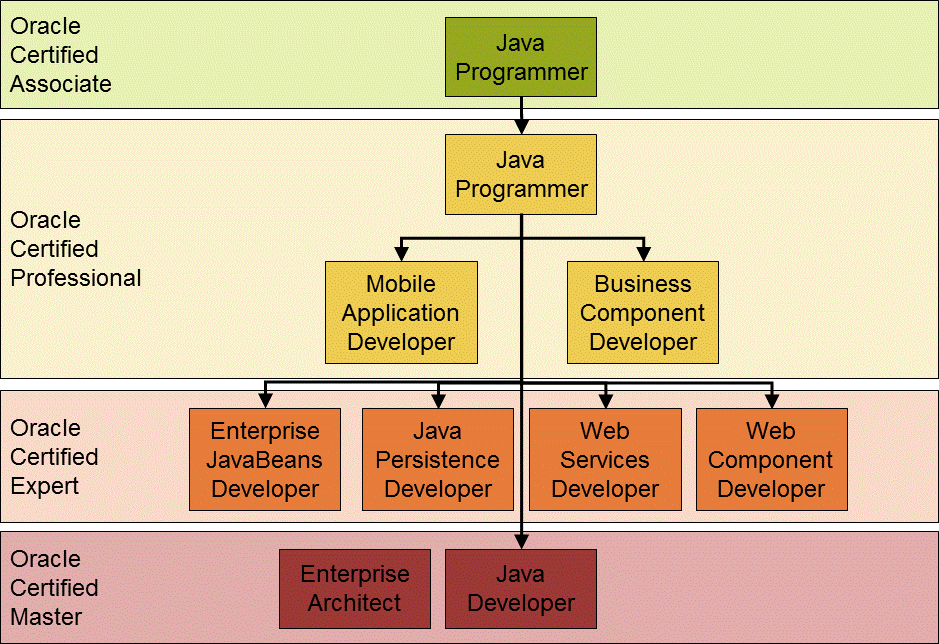
Der Java Zertifizierungspfad

Die IT-Zertifikate von Oracle zur Programmiersprache Java dienen dem Nachweis von ausführlichen Kenntnissen in der Java-Programmierung für die Java Platform, Standard Edition, Java Platform, Micro Edition und Java Platform, Enterprise Edition. Sie sind aufeinander in Form eines Zertifizierungspfades aufgebaut und wie alle Oracle-Zertifikate in vier Stufen untergliedert:
- Oracle Certified Associate (OCA)
- Oracle Certified Professional (OCP)
- Oracle Certified Expert (OCE)
- Oracle Certified Master (OCM)

Die Reihenfolge, in der die Zertifikate erlangt werden können, ist aber nicht von den Stufen abhängig, beispielsweise kann das Zertifikat „Oracle Certified Master Java EE6 Enterprise Architect“ ohne die Erlangung eines vorhergehenden Zertifikats erreicht werden.
Die Zertifikate entsprechen zum größten Teil nicht den aktuellen Java-Versionen (aktuell JSE 8 und JEE 7) und betreffen teilweise bereits Versionen, die ihr „End of Life“ erreicht haben (also von Oracle nicht mehr gewartet werden).

## Die einzelnen Zertifikate
Inhaber eines unter einer älteren Version der Java-Plattform absolvierten Zertifikates haben die Möglichkeit, eine Upgrade-Prüfung durchzuführen, die nur geänderte oder neue Sprachmerkmale behandelt und entsprechend weniger Fragen umfasst. Das Upgrade ist allerdings keine Voraussetzung dafür, weiterführende Zertifikate zu erwerben; so kann beispielsweise auch mit einem Zertifikat „Oracle Certified Professional Java Programmer“, das unter der Plattform-Version 6 abgelegt wurde, ein weiterführendes Zertifikat für die Java-7-Plattform erworben werden.
Die meisten Zertifizierungen können für verschiedene Java-Versionen abgelegt werden.

### Oracle Certified Associate Java SE8 Programmer
Das IT-Zertifikat Oracle Certified Associate Java Programmer (vormals Sun Certified Associate for the Java Platform) dient dem Nachweis von Einsteigerkenntnissen in der Java-Programmierung. Seit der Version 7 ist es Voraussetzung für das Zertifikat Oracle Certified Professional Java Programmer
Die Inhalte sind: Grundlagen (JDK-Basistools, Main-Klassen, Main-Methode, ...), Variablen (Strings, Zahlen, Primitive, Arrays, Casting, ...), Objekte und Klassen (Felder, Methoden, Instantiierung, Kapselung, ...), Methoden (Argumente und Returnwerte, Static, Überschreiben und Überladen, ...), Ausgewählte Klassen der Java-Klassenbibliothek (String, StringBuilder, Dates, ArrayList, List, ...), Sprungbefehle (If/Else, Switch, Loops), Vererbung (Sub- und Superklassen, Polymorphismus, Abstrakte Klassen, Interfaces), Lambda-Ausdrücke, Ausnahmebehandlung (Exceptions, Errors, Catching, Throwing, Multicatch)
Die Vergabe des Zertifikats erfolgt nach einer computerbasierten Prüfung in einem Zertifizierungszentrum. Dabei sind im Rahmen der aktuellen Zertifizierung für Java 8 innerhalb von 150 Minuten 70 Prüfungsfragen im Multiple-Choice-Verfahren zu beantworten. Einige der Fragen werden wie bei allen Oracle Zertifizierungen nicht bewertet, ohne dass man erkennt, welche das sind. Bestanden hat, wer 65 oder mehr Prozent der Fragen korrekt beantworten kann. Das Prüfungsergebnis ist nach kurzer Zeit unter CertView von Oracle zu erfahren.

### Oracle Certified Professional Java SE7 Programmer
Das IT-Zertifikat Oracle Certified Professional Java Programmer (vormals Sun Certified Programmer for the Java Platform, auch Sun Certified Java Programmer (SCJP)) dient dem Nachweis von ausführlichen Kenntnissen in der Java-Programmierung. Es dient als Voraussetzung für weiterführende Zertifikate.
Die Inhalte sind: Java-Klassendesign (Modifier, Überschreiben, Überladen, instanceof, Casts, virtuelle Methodenaufrufe, hashCode, equals, toString, ...), Erweitertes Java Klassendesign (Abstrakte Klassen, static und final, Nested Klassen, Enumerations, ...), objektorientierte Design-Prinzipien (Interfaces vs. Klassen, Kohesion und Kopplung, is-a, has-a, Singletons, DAO, Factory), Generics & Collections (Generische Klassen, Diamond Type Inference, Wrapper-Klassen, Autoboxing, List, Set, Deque, Map Implementierungen, Comparator, Comparable, Sortieren und Suchen), Stringbearbeitung (Suchen, Parsen, Zusammensetzen, Scanner, StringTokenizer, StringBuilder, String, Formatter, Regular Expressions, Strings formatieren, ...), Exceptions und Assertions (throw, throws, Multicatch, try-with-resources, AutoCloseable, eigene Exceptions, Invarianten und Assertions), Java I/O Fundamentals (Console lesen und schreiben, Streams, Files, BufferedReader & -Writer, FileReader & -Writer, DataInputStream & -OutputStream, ObjectInputStream & -OutputStream, PrintWriter, ...), NIO 2 (Path, Löschen, Kopieren, Verschieben, Lesen & Ändern von File- und Directory-Attributen, DirectoryStream, FileVisitor, PathMatcher, WatchService, ...), JDBC (Driver, Connection, Statement, ResultSet, DriverManager, Queries & Ergebnisse, Iterieren, Transactions, RowSet, RowSetProvider, RowSetFactory, PreparedStatements, CallableStatements, ...), Threads (Thread, Runnable, Thread-Lebenszyklus, Synchronisierung, Thread-Safe-Programmierung, ...), Concurrency (Locks, ReadWriteLock, ReentrantLock, Executors, ExecutorService, Callable, Future, Fork/Join Framework, ...), Lokalisierung (Locale, Ressource Bundles, Formatierung von Datum, Nummer, Währungen, Sprach- und Ländercodes, ...)
Die Vergabe des Zertifikats erfolgt nach einer computerbasierten Prüfung in einem Zertifizierungszentrum. Dabei sind im Rahmen der aktuellen Zertifizierung für Java 7 innerhalb von 150 Minuten 90 Prüfungsfragen im Multiple-Choice- und Drag-and-Drop-Verfahren zu beantworten. Bestanden hat, wer 65 oder mehr Prozent der Fragen korrekt beantworten kann. Das Prüfungsergebnis wird unmittelbar im Anschluss an die Prüfung mitgeteilt.

### Oracle Certified Professional Java EE5 Business Component Developer
Das IT-Zertifikat Oracle Certified Professional Java Business Component Developer dient dem Nachweis von ausführlichen Kenntnissen in der Programmierung von Businesskomponenten in der Java Platform, Enterprise Edition.

### Oracle Certified Professional Java ME1 Mobile Application Developer
Das IT-Zertifikat Oracle Certified Professional Java Mobile Application Developer dient dem Nachweis von ausführlichen Kenntnissen in der Java Platform, Micro Edition.

### Oracle Certified Expert Java EE6 Web Services Developer
Das IT-Zertifikat Oracle Certified Professional Java Web Services Developer dient dem Nachweis von ausführlichen Kenntnissen in der Programmierung von Web Services in der Java Platform, Standard Edition oder Java Platform, Enterprise Edition.

### Oracle Certified Expert Java EE6 Web Component Developer
Das IT-Zertifikat Oracle Certified Professional Java Web Component Developer dient dem Nachweis von ausführlichen Kenntnissen in der Programmierung von Web-Komponenten in der Java Platform, Standard Edition oder Java Platform, Enterprise Edition.

### Oracle Certified Expert Java EE6 Enterprise JavaBeans Developer
Das IT-Zertifikat Oracle Certified Expert Enterprise JavaBeans Developer dient dem Nachweis von ausführlichen Kenntnissen in der Programmierung von Enterprise Java Beans in der Java Platform, Enterprise Edition.

### Oracle Certified Expert Java EE6 Persistence API Developer
Das IT-Zertifikat Oracle Certified Expert Java Persistence Developer dient dem Nachweis von ausführlichen Kenntnissen in der Programmierung Jakarta Persistence API in der Java Platform, Standard Edition oder Java Platform, Enterprise Edition.

### Oracle Certified Master Java SE6 Developer
Das IT-Zertifikat Oracle Certified Master Java Developer dient dem Nachweis von ausführlichen Kenntnissen in der Programmierung der Java Platform, Standard Edition.

### Oracle Certified Master Java EE6 Enterprise Architect
Das IT-Zertifikat Oracle Certified Master Enterprise Architect dient dem Nachweis von ausführlichen Kenntnissen in der Definition und Umsetzung von Architekturen in der Java Platform, Standard Edition oder Java Platform, Enterprise Edition.
Um diese Zertifizierung erfolgreich zu bestehen, muss wie beim Oracle Certified Master Java SE6 Developer ein Training bei Oracle verpflichtend absolviert werden, die Prüfung erfolgreich abgelegt werden, ein Assignment und ein Essay bearbeitet werden.
Es ist neben dem Oracle Certified Associate Java Programmer die einzige Zertifizierung, die keiner vorherigen Zertifizierung bedarf.